# Poconé
Poconé es un municipio brasileño del estado de Mato Grosso.

## Historia
Poconé fue fundada por Luiz de Albuquerque de Melo Pereira y Cáceres, en 1777, después descubrir oro. Su primer nombre fue Beripoconé, nombre proveniente de una tribu indígena que habitaba la región. En 21 de enero de 1781, bajo órdenes de Luíz de Albuquerque de Mello Pereira y Cáceres, Antonio José Pinto de Figueiredo creó el Acta de fundación del Festival de São Pedro d’El Rey. El nombre Festival de Beripoconé no fue usado por considerarse el gentílicio como bárbaro, derivando de "habitó en este paraje".
En 25 de octubre de 1831, el Decreto General del gobierno regencial creó el municipio, junto con sus límites políticos actuales, de Villa de Poconé, siendo este último nombre una modificación del nombre original.
En 1831 se creó el municipio, con la denominación de Villa de Poconé, retomándose el nombre antiguo, sin apenas ser modificado. En este decreto, ocurrió por primera vez la designación de límites del municipio de Mato Grosso. El 1 de julio de 1863, Poconé recibe el estatuto de ciudad a través de una Ley Provincial.

## Geografía
Se localiza en latitud 16º15'24" sur y en longitud 56º37'22" oeste, estando a una altitud de 142 metros. Su población estimada en 2004 era de 31.243 habitantes.

### Carreteras
- MT-60
- MT-370

## Administración
- Prefecto: Clóvis Damião Martins (2008/2012)
- Viceprefecto: Meire Adauto
- Presidente de la cámara: Ney Rondon (2008/2010)